# ستيفانو كاربوني
ستيفانو كاربوني أكاديمي إيطالي، متخصص في الفن الإسلامي والمتاحف، عينه وزير الثقافة السعودي الأمير بدر بن عبد الله رئيسا تنفيذيا لهيئة المتاحف في 19 فبراير 2020.

## التعليم
حصل على درجة الدكتوراه في اللغة العربية والفن الإسلامي من مدرسة الدراسات الشرقية والإفريقية التابعة لجامعة لندن عام 1992م.

## السيرة العملية
تولى كاربوني إدارة العديد من المتاحف والمعارض الفنية في العالم، وعمل في متحف متروبوليتان في نيويورك لمدة 16 عامًا خلال الفترة من 1992م إلى 2008م، كما نال جوائز في مجال التراث.